# 凱莉·凱
凱莉·克蕭（英語：Kelly Kershaw，1985年11月29日—）或稱作凱莉·凱（英語：Kelly Kay），是一名英國女模特兒。2004年，她被《每日體育》發掘，便於2004年10月開始了其雜誌模特兒的職業生涯。
2004年，她參演了DVD影片《Alone with Kelly Kay》，特別的是她的母親珍·凱（Jane Kay）亦有參與。
2007年，她與母親珍參加了電視節目《一擲千金》（英國），由諾艾爾·艾德蒙茲主持，她們為此贏得了50000英鎊。2007年2月6日，她與母親珍登上了《太陽》雜誌。

## 外部連結
- 官方網站（页面存档备份，存于）
- 凱莉·凱在互联网电影资料库（IMDb）上的資料（英文）